# Ronde van Spanje 2009/Zesde etappe
De zesde etappe van de Ronde van Spanje 2009 werd verreden op 4 september 2009. Het was een vlakke rit over 177 kilometer van Xàtiva terug naar Xàtiva. De zesde etappe is gewonnen door de Sloveen Borut Božič die in de sprint Tyler Farrar versloeg.

## Uitslagen
| Uitslag etappe | Uitslag etappe     | Uitslag etappe            | Uitslag etappe |
| rang           | renner             | land                      | tijd           |
| -------------- | ------------------ | ------------------------- | -------------- |
| 1              | Borut Božič        | Vlag van Slovenië         | 4u 40' 50"     |
| 2              | Tyler Farrar       | Vlag van Verenigde Staten | z.t.           |
| 3              | Daniele Bennati    | Vlag van Italië           | z.t.           |
| 4              | Davide Viganò      | Vlag van Italië           | z.t.           |
| 5              | Tom Boonen         | Vlag van België           | z.t.           |
| 6              | Leonardo Duque     | Vlag van Colombia         | z.t.           |
| 7              | Sébastien Chavanel | Vlag van Frankrijk        | z.t.           |
| 8              | Cadel Evans        | Vlag van Australië        | z.t.           |
| 9              | Marcel Sieberg     | Vlag van Duitsland        | z.t.           |
| 10             | André Greipel      | Vlag van Duitsland        | z.t.           |

| Algemeen klassement | Algemeen klassement | Algemeen klassement       | Algemeen klassement | Algemeen klassement |
| rang                | renner              | land                      | ploeg               | tijd                |
| ------------------- | ------------------- | ------------------------- | ------------------- | ------------------- |
|                     | André Greipel       | Vlag van Duitsland        | Team Columbia-HTC   | 24u 21' 13"         |
| 2                   | Tom Boonen          | Vlag van België           | Quick Step          | +6"                 |
| 3                   | Daniele Bennati     | Vlag van Italië           | Liquigas            | +9"                 |
| 4                   | Tyler Farrar        | Vlag van Verenigde Staten | Garmin-Slipstream   | z.t.                |
| 5                   | Fabian Cancellara   | Vlag van Zwitserland      | Team Saxo Bank      | +18"                |
| 6                   | Borut Božič         | Vlag van Slovenië         | Vacansoleil         | +23"                |
| 7                   | Ivan Basso          | Vlag van Italië           | Liquigas            | +27"                |
| 8                   | Alejandro Valverde  | Vlag van Spanje           | Caisse d'Epargne    | z.t.                |
| 9                   | Cadel Evans         | Vlag van Australië        | Silence-Lotto       | +28"                |
| 10                  | David García        | Vlag van Spanje           | Xacobeo-Galicia     | +33"                |

## Nevenklassementen
| Puntenklassement | Puntenklassement | Puntenklassement          | Puntenklassement  | Puntenklassement |
| rang             | renner           | land                      | ploeg             | punten           |
| ---------------- | ---------------- | ------------------------- | ----------------- | ---------------- |
|                  | André Greipel    | Vlag van Duitsland        | Team Columbia-HTC | 84               |
| 2                | Tom Boonen       | Vlag van België           | Quick Step        | 70               |
| 3                | Tyler Farrar     | Vlag van Verenigde Staten | Garmin-Slipstream | 67               |

| Bergklassement | Bergklassement     | Bergklassement     | Bergklassement    | Bergklassement |
| rang           | renner             | land               | ploeg             | punten         |
| -------------- | ------------------ | ------------------ | ----------------- | -------------- |
|                | José Antonio Lopez | Vlag van Spanje    | Andalucía-CajaSur | 20             |
| 2              | Aitor Hernández    | Vlag van Spanje    | Euskaltel-Euskadi | 10             |
| 3              | Lars Boom          | Vlag van Nederland | Rabobank          | 9              |

| Combinatieklassement | Combinatieklassement | Combinatieklassement | Combinatieklassement | Combinatieklassement |
| rang                 | renner               | land                 | ploeg                | punten               |
| -------------------- | -------------------- | -------------------- | -------------------- | -------------------- |
|                      | Serafín Martínez     | Vlag van Spanje      | Xacobeo-Galicia      | 105                  |
| 2                    | Dominik Roels        | Vlag van Duitsland   | Team Milram          | 142                  |
| 3                    | Aitor Pérez Arrieta  | Vlag van Spanje      | Contentpolis-Ampo    | 199                  |

| Ploegenklassement | Ploegenklassement | Ploegenklassement         | Ploegenklassement | Ploegenklassement |
| rang              | ploeg             | land                      | tijd              |                   |
| ----------------- | ----------------- | ------------------------- | ----------------- | ----------------- |
|                   | Liquigas          | Vlag van Italië           | 73u 05' 06"       |                   |
| 2                 | Caisse d'Epargne  | Vlag van Spanje           | +10"              |                   |
| 3                 | Team Columbia-HTC | Vlag van Verenigde Staten | +15"              |                   |

## Opgaves

### Niet meer gestart
- Kim Kirchen (Team Columbia)

### Opgegeven
- Manuel Ortega (Andalucía-CajaSur)
- Óscar García-Casarrubios (Contentpolis-Ampo)

1e etappe ·
2e etappe ·
3e etappe ·
4e etappe ·
5e etappe ·
6e etappe ·
7e etappe ·
8e etappe ·
9e etappe ·
10e etappe ·
11e etappe ·
12e etappe ·
13e etappe ·
14e etappe ·
15e etappe ·
16e etappe ·
17e etappe ·
18e etappe ·
19e etappe ·
20e etappe ·
21e etappe
Startlijst · Eindstanden · Afbeeldingen
 winnaars · rode trui · 
 puntenklassement · 
 bergklassement · 
 combinatieklassement · 
 jongerenklassement · 
 ploegenklassement · 
 strijdlust

 Belgische leiderstruidragers · etappewinnaars

 Nederlandse leiderstruidragers · etappewinnaars
1935 · 1936 · 1937 · 1938 · 1939 · 1940 · 1941 · 1942 · 1943 · 1944 · 1945 · 1946 · 1947 · 1948 · 1949 · 1950 · 1951 · 1952 · 1953 · 1954 · 1955 · 1956 · 1957 · 1958 · 1959 · 1960 · 1961 · 1962 · 1963 · 1964 · 1965 · 1966 · 1967 · 1968 · 1969 · 1970 · 1971 · 1972 · 1973 · 1974 · 1975 · 1976 · 1977 · 1978 · 1979 · 1980 · 1981 · 1982 · 1983 · 1984 · 1985 · 1986 · 1987 · 1988 · 1989 · 1990 · 1991 · 1992 · 1993 · 1994 · 1995 · 1996 · 1997 · 1998 · 1999 · 2000 · 2001 · 2002 · 2003 · 2004 · 2005 · 2006 · 2007 · 2008 · 2009 · 2010 · 2011 · 2012 · 2013 · 2014 · 2015 · 2016 · 2017 · 2018 · 2019 · 2020 · 2021 · 2022 · 2023 · 2024 · 2025